# Halowe Mistrzostwa Europy w Lekkoatletyce 2023 – pchnięcie kulą mężczyzn
Pchnięcie kulą mężczyzn – jedna z konkurencji technicznych rozgrywanych podczas halowych lekkoatletycznych mistrzostw Europy w hali Ataköy Arena w Stambule.
Tytułu mistrzowskiego z 2021 nie obronił Tomáš Staněk, zdobywając srebrny medal.

## Terminarz
| Data    | Godzina |              |
| ------- | ------- | ------------ |
| 2 marca | 19:12   | Kwalifikacje |
| 3 marca | 19:25   | Finał        |

## Rekordy
Tabela prezentuje halowy rekord świata, rekord Europy w hali, rekord halowych mistrzostw Europy, a także najlepsze osiągnięcia w hali na świecie i w Europie w sezonie 2023 przed rozpoczęciem mistrzostw.
|                                               | Zawodnik       | Wynik | Miejsce     | Data                |
| --------------------------------------------- | -------------- | ----- | ----------- | ------------------- |
| Rekord świata                                 | Ryan Crouser   | 23,38 | Pocatello   | 18 lutego 2023(dts) |
| Rekord Europy                                 | Ulf Timmermann | 22,55 | Senftenberg | 11 lutego 1989(dts) |
| Rekord mistrzostw Europy                      | Ulf Timmermann | 22,19 | Liévin      | 21 lutego 1987(dts) |
| Najlepszy wynik na świecie w 2023 roku (hala) | Ryan Crouser   | 23,38 | Pocatello   | 18 lutego 2023(dts) |
| Najlepszy wynik w Europie w 2023 roku (hala)  | Bob Bertemes   | 21,93 | Luksemburg  | 19 lutego 2023(dts) |

## Wyniki

### Kwalifikacje
Awans: 21,20 m (Q) lub osiem najlepszych rezultatów (q).
| Poz. | Zawodnik          | Reprezentacja        | Próby | Próby | Próby | Wynik | Uwagi |
| Poz. | Zawodnik          | Reprezentacja        | 1     | 2     | 3     | Wynik | Uwagi |
| ---- | ----------------- | -------------------- | ----- | ----- | ----- | ----- | ----- |
| 1.   | Zane Weir         | Włochy               | 20,70 | 21,46 |       | 21,46 | Q, =  |
| 2.   | Filip Mihaljević  | Chorwacja            | 20,40 | 21,20 |       | 21,20 | Q     |
| 3.   | Leonardo Fabbri   | Włochy               | x     | x     | 21,17 | 21,17 | q     |
| 4.   | Bob Bertemes      | Luksemburg           | 20,92 | 20,49 | x     | 20,92 | q     |
| 5.   | Marcus Thomsen    | Norwegia             | 20,71 | 20,45 | 20,02 | 20,71 | q     |
| 6.   | Tomáš Staněk      | Czechy               | x     | 20,09 | 20,70 | 20,70 | q     |
| 7.   | Roman Kokoszko    | Ukraina              | 20,43 | x     | x     | 20,43 | q     |
| 8.   | Mesud Pezer       | Bośnia i Hercegowina | 20,18 | 19,98 | 20,20 | 20,20 | q     |
| 9.   | Andrei Toader     | Rumunia              | 20,15 | 19,43 | 19,86 | 20,15 |       |
| 10.  | Nick Ponzio       | Włochy               | 19,83 | x     | 19,73 | 19,83 |       |
| 11.  | Asmir Kolašinac   | Serbia               | x     | x     | 19,63 | 19,63 |       |
| 12.  | Francisco Belo    | Portugalia           | x     | x     | 19,61 | 19,61 |       |
| 13.  | Giorgi Mudżaridze | Gruzja               | 18,92 | 19,05 | 18,70 | 19,05 | SB    |
| 14.  | Muhamet Ramadani  | Kosowo               | x     | 17,93 | 17,29 | 17,93 | NR    |
| 15 ! | Michał Haratyk    | Polska               | x     | x     | x     | NM    |       |
| 16 ! | Armin Sinančević  | Serbia               | x     | x     | x     | NM    |       |

### Finał
| Poz. | Zawodnik         | Reprezentacja        | Runda | Runda | Runda | Runda | Runda | Runda | Wynik | Uwagi |
| Poz. | Zawodnik         | Reprezentacja        | 1     | 2     | 3     | 4     | 5     | 6     | Wynik | Uwagi |
| ---- | ---------------- | -------------------- | ----- | ----- | ----- | ----- | ----- | ----- | ----- | ----- |
| 01 ! | Zane Weir        | Włochy               | 21,18 | 21,89 | 22,06 | x     | x     | x     | 22,06 | EL    |
| 02 ! | Tomáš Staněk     | Czechy               | 20,54 | 21,90 | x     | 21,45 | x     | 21,06 | 21,90 | SB    |
| 03 ! | Roman Kokoszko   | Ukraina              | 21,25 | 20,57 | x     | x     | x     | 21,84 | 21,84 | NR    |
| 4.   | Filip Mihaljević | Chorwacja            | 21,13 | 20,73 | 21,42 | 21,25 | 20,84 | 21,43 | 21,43 | SB    |
| 5.   | Bob Bertemes     | Luksemburg           | 19,88 | x     | x     | x     | 21,00 | x     | 21,00 |       |
| 6.   | Marcus Thomsen   | Norwegia             | x     | x     | 20,49 | 20,48 | 20,66 | 20,49 | 20,66 |       |
| 7.   | Mesud Pezer      | Bośnia i Hercegowina | x     | x     | 19,80 | x     | 19,94 | x     | 19,94 |       |
| 08 ! | Leonardo Fabbri  | Włochy               | x     | x     | x     | x     | x     | x     | NM    |       |